# تيستارولي
تستَرُولي (بالإيطالية: Testaroli، نقحرة: تيستارولي، وتسمى أيضاً تيستارولو: testarolo) هي نوع من المعكرونة أو الخبز في المطبخ الإيطالي التي يتم إعدادها باستخدام الماء والطحين و الملح، ومن ثم تقطع لأشكال مثلثة. وهو طبق معروف في منطقة لينغوانا التاريخية في إيطاليا  حيث نشأ قديما من الحضارة الإترورية في إيطاليا. معكرونة تسترولي وصفت بأنها «المعكرونة ذات السجل الأقدم.» وهي طبق أصلي تقليدي لمناطق جنوب لغرية وشمال تسكانة الإيطالية.

## اصل التسمية
يرجع اسم تسترولي (Testaroli) إلى كلمة تيستو (testo)، وهو جهاز طهي مصنوع من  الطين النضيج أو حديد الزهر وهو ذو سطح مستقيم وحار حيث تُطهى التسترولي التقليدية عليها.

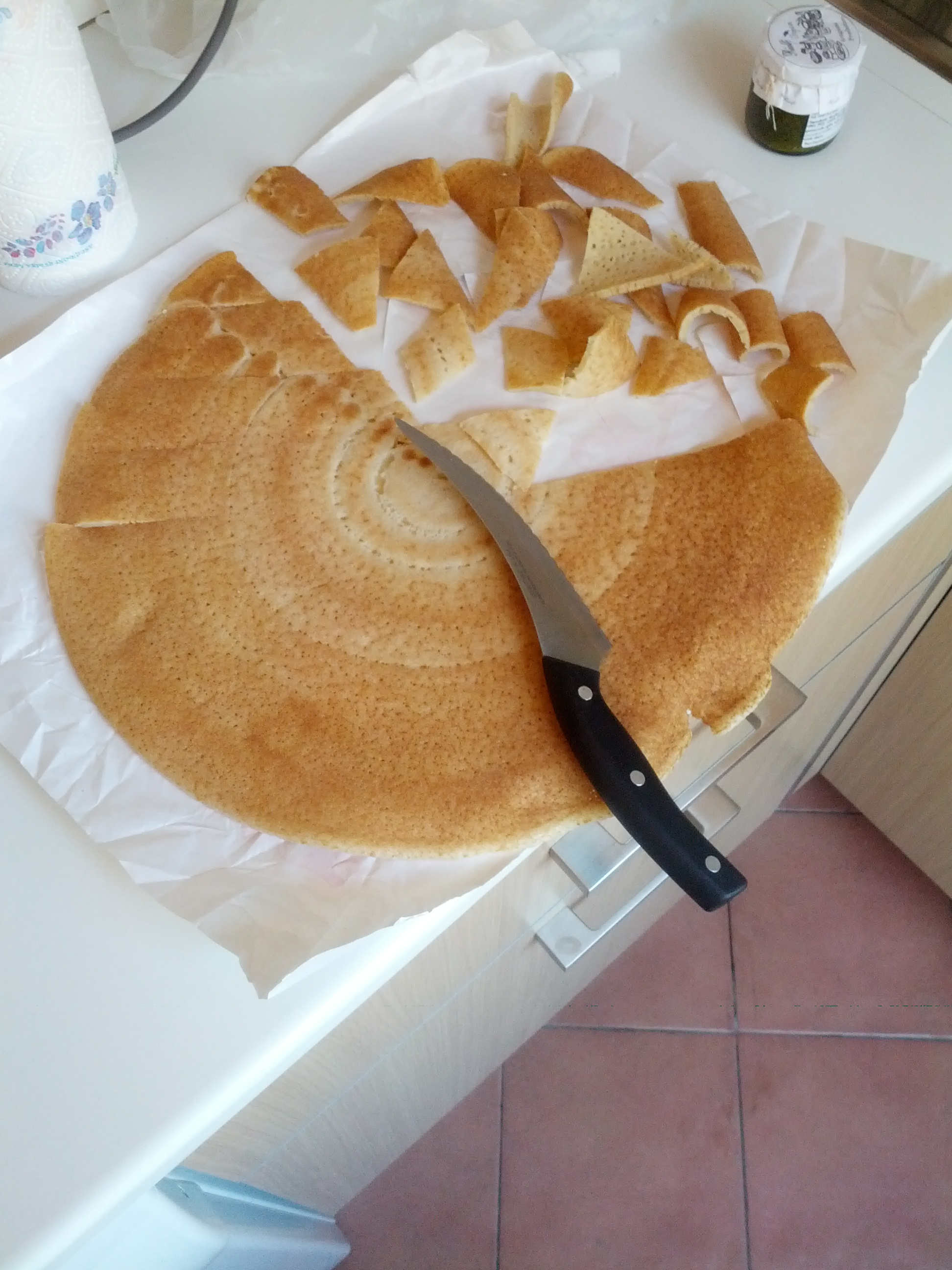
تسترولي تُقطّع